# Kanizsai István (püspök)
Kanizsai István (? - 1376. február 15. előtt) - püspök, diplomata.

## Életrajza
Kanizsai István pontos születési helye és ideje nem ismert. 1343 előtt bácsi kanonok volt, majd 1343-tól 1356-ig budai prépost.

## Pályája
Diplomáciai pályafutását 1343-ban kezdte Avignonban, 1356-ban a Dalmácia elfoglalását előkészítő akciót vezette a pápai udvarban. 1356-tól 1376-ig zágrábi püspök volt.
1366-ban I. Lajos magyar király (nem ismert okból) elfogatta és a börtönből csak pápai közbenjárásra engedte szabadon. Viterbóban töltött három évet száműzetésben.
1374-ben már ismét a francia és az avignoni udvarban működő követség tagjai között szerepelt.